# Iglesia de Santa Eulalia (Marquínez)
La iglesia parroquial de Santa Eulalia es un centro católico de principios del siglo XIII situado en la localidad de Marquínez, pueblo de la provincia de Álava (España). 
En la actualidad, el templo se encuentra en proceso de restauración, ya que un desprendimiento de rocas en 1971 lo dejó seriamente dañado. Desde entonces la misa se oficia en una pequeña capilla ubicada en la antigua casa consistorial del pueblo.

## Ubicación
La iglesia de Santa Eulalia está situada en el sur del casco histórico de Markinez, arrimada a un risco en el lugar donde se produjo el primer asentamiento de la población. Entre el risco y la fachada sur de la iglesia queda un pequeño espacio triangular, notablemente más alto que la calle que discurre al norte y desde el que se accede al edificio. Más al norte de esta calle discurre un pequeño arroyo a un nivel todavía más bajo, de modo que la iglesia se asienta en un terreno con fuerte pendiente hacia el norte.

## Descripción
La iglesia está constituida por un conjunto de edificaciones diferentes realizadas en diferentes épocas y para diversos usos. Se compone de cuatro cuerpos principales formados por la iglesia, la sacristía, la casa rectoral y la torre campanario.

### Iglesia
El cuerpo principal de la iglesia lo forma una sola nave con tres tramos abovedados: dos de ellos, con planta cuadrangular irregular, forman el aula inicial, construida a lo largo del siglo XIII. Posteriormente ya en el siglo XIV se aumenta la altura con nuevos muros y se le añaden sus bóvedas. El tercer tramo, a oriente, forma una cabecera poligonal trilobulada y crea un pequeño seudotransepto con el presbiterio, ya en el siglo XVI. Los dos tramos occidentales se cubren con bóvedas de nervaduras con arcos ojivos y terceletes, unidos en sus claves por ligaduras rectas. El tramo de la cabecera tiene un rectángulo central con nervios diagonales y terceletes múltiples unidos mediante ligaduras y combados, y tres tramos en el fondo y los laterales formados por gajos absidales que se unen e integran con esa bóveda central, dibujando una estrella muy elaborada aunque de factura técnica bastante conservadora, con nervios poco esbeltos y lienzos de plementería muy pequeños.

### Retablo

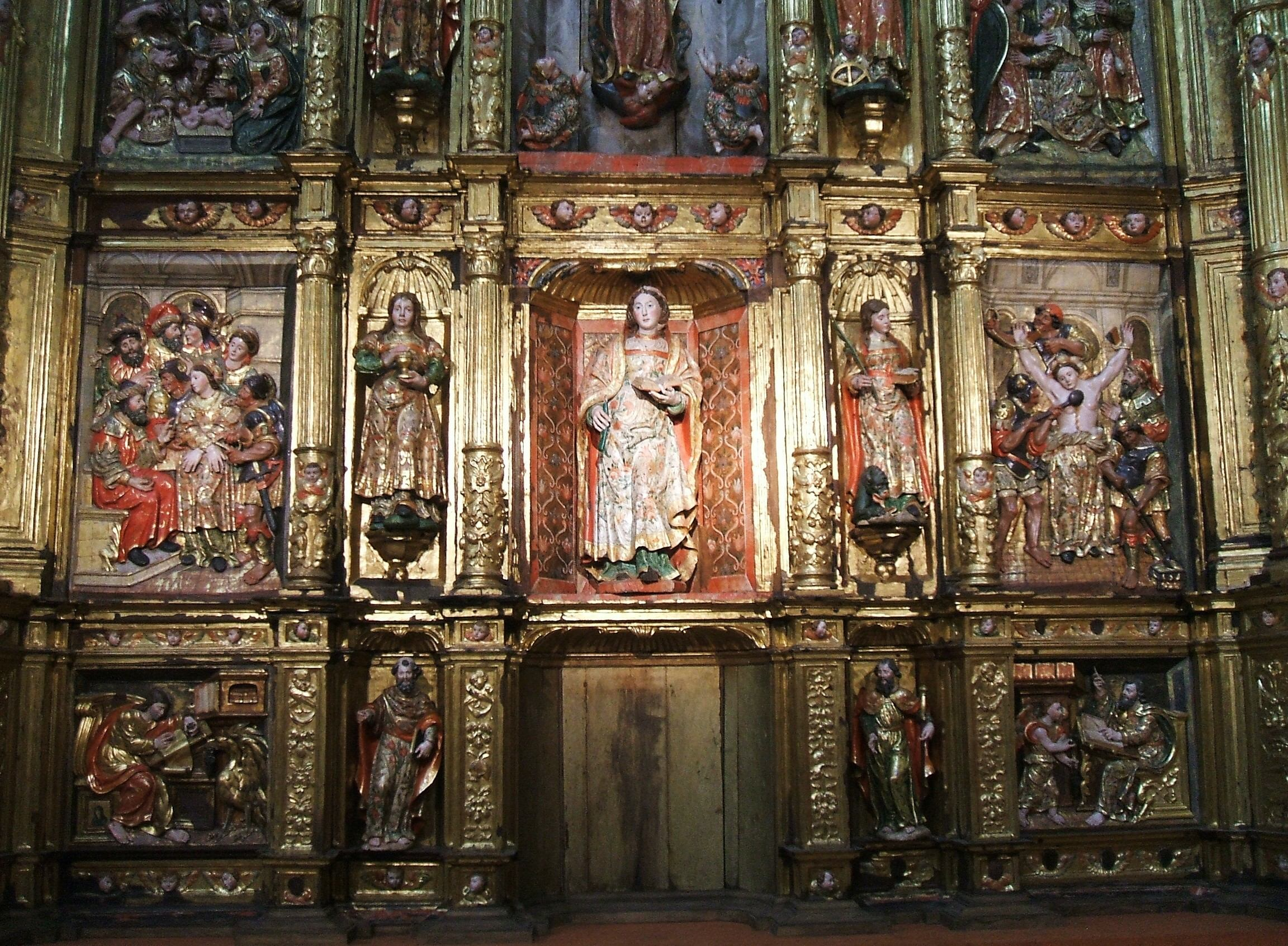
Retablo de Santa Eulalia

El buen retablo mayor, dedicado a Sta. Eulalia, se encuentra (2004) depositado en el Museo Diocesano de Arte Sacro de Álava. Es una obra renacentista, del siglo XVI avanzado, de tres cuerpos, tres calles, dos entrecalles y ático trilobulado. A mediados del siglo XVIII fue reformado y dorado. Banco, actualmente sin Sagrario, dos cuerpos de tres calles y dos entrecalles cada uno y amplísimo remate. En el banco, marcos laterales con relieves de San Juan Evangelista y de San Mateo, esculturas de San Pedro y de San Pablo en las hornacinas de las entrecalles y tallas de los otros dos evangelistas en los apeos de las columnas gigantes exteriores, acanaladas en su parte superior, que abarcan los dos cuerpos del retablo; decoración, al igual que en el resto del retablo, de grutescos, cabezas de ángeles y veneras. En el cuerpo primero, hornacina central con imagen de Sta. Eulalia, esculturas de Sta. María Magdalena y de Sta. Marina en las entrecalles, relieves de la vida de Sta. Eulalia en las calles laterales, pilastras y cuatro columnas, análogas a las gigantes. Segundo cuerpo, análogo en su arquitectura al primero, con imagen central de la Asunción, de Sta. Ana "triple" en las entrecalles y relieves de la Adoración de los pastores y de la Visitación en las calles laterales. Remate con fondo pintado y cinco esculturas, incluidas las de los dos ladrones, del Calvario.

### El pórtico
Ubicado junto al tramo de los pies de la iglesia, está formado por un soportal con columnas y un gran arco de entrada y, sobre éste, una casa rectoral con dos plantas, del siglo XV.

### La sacristía
Construida en el siglo XVII se encuentra adosada a la cabecera e inicialmente estaba abovedada con una bóveda estrellada.

### La torre campanario
Se ubica sobre la casa rectoral. La torre esta inacabada y es de finales del siglo XVIII. A juzgar por sus dimensiones podría haber llegado a tener una altura de unos treinta metros. El campanario también de siglo XVIII está rematado en forma de espadaña y cuenta con un reloj construido en Vitoria por Ignacio Murua y que data del año 1899.

### Desprendimientos
En los años 70 se producen varios desprendimientos desde la cercana Peña Askana, estos causan daños en la pared sur de la iglesia, provocando el abandono de la misma para el culto. Como solución provisional se crea una capilla en la casa consistorial para oficiar las misas.
Tras el abandono de la iglesia se retira el retablo principal para su conservación dado el estado de ruina de la iglesia y por su riesgo de derrumbamiento.

## Restauración del templo
A finales del siglo XX se plantea la necesidad de restaurar el templo dado su estado de ruina y riesgo de derrumbamiento. En el año 2001 se presenta el Plan Director de Restauración y Protección de la iglesia de Santa Eulalia. A partir de este plan se realizan diversas actuaciones. Primero se comienza con un estudio histórico-arqueológico (2005) junto con un análisis estructural y patológico. En 2006 sale a concurso la ejecución de un proyecto de obras de emergencia para la consolidación de bóvedas y cubierta de la nave con un presupuesto de 371 220,54 euros y un plazo de ejecución de 4 meses. En 2008 se ejecutan estas obras y ya en 2010 se presenta otro estudio a cargo del arquitecto Leandro Cámara en el que se analizan la estratigrafía, evolución estructural y la restauración del edificio en su totalidad. En 2011 se arreglan las cubiertas y los forjados de los edificios anejos. Por último, en agosto de 2012 se repara y se pone en funcionamiento el reloj de la torre.